# Ribes sinanense
Ribes sinanense är en ripsväxtart som beskrevs av Maekawa. Ribes sinanense ingår i släktet ripsar, och familjen ripsväxter. Inga underarter finns listade i Catalogue of Life.